# Pilníkov
Pilníkov (en allemand : Pilnikau) est une ville du district de Trutnov, dans la région de Hradec Králové, en Tchéquie. Sa population s'élevait à 1 257 habitants en 2020.

## Géographie
Pilníkov se trouve à 8 km au sud-ouest de Trutnov, à 36 km au nord de Hradec Králové et à 111 km au nord-est de Prague.
La commune est limitée par Vlčice au nord, par Trutnov et Staré Buky à l'est, par Hajnice et Vítězná au sud, et par Chotěvice à l'ouest.

## Histoire
La première mention écrite de la localité date de 1357. La commune de Pilníkov a été élevée au statut de ville (město) le 12 avril 2007.